# Cyclomia acontiaria
Cyclomia acontiaria är en fjärilsart som beskrevs av Walker 1862. Cyclomia acontiaria ingår i släktet Cyclomia och familjen mätare. Inga underarter finns listade i Catalogue of Life.